# T.O.P
Dans ce nom coréen, le nom de famille, Choi, précède le nom personnel.

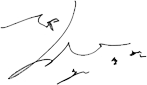
Signature de T.O.P

Choi Seung-hyun (en coréen : 최승현), mieux connu sous son nom de scène T.O.P (en coréen : 탑), est un rappeur et acteur sud-coréen né le 4 novembre 1987 à Séoul. Il se fait connaître dans les années 2000 et 2010 en tant que membre du groupe de k-pop Big Bang.
Après une condamnation en 2017 pour avoir consommé de la drogue pendant son service militaire, il réduit considérablement ses apparitions publiques les années suivantes, puis quitte définitivement le groupe Big Bang en 2023.
Après plusieurs années d'absence, il revient sur le devant de la scène avec une prestation remarquée dans la saison 2 de la série Squid Game, où il interprète le rôle de Thanos.

## Biographie

### Jeunesse et début de carrière
Choi Seung-hyun a une sœur plus âgée, Choi Hye-yoon connue comme étant une ulzzang. Il était rappeur dans le métro et ami d'enfance de G-Dragon. Ils étaient voisins et rappaient souvent ensemble à l'école. Il perd le contact avec G-Dragon lors du déménagement de celui-ci. Pendant son adolescence, il fut rappeur du duo Tempo et enregistra la chanson Buckwild où il fit un duo avec NBK gray. En 2003, il gagne le concours de Rap Battle dans l'émission de radio KBS.
Alors que le label YG Entertainment cherchait des candidats pour le groupe BIGBANG, G-Dragon le recontacte. Ils enregistrèrent ensemble plusieurs démonstrations qui furent envoyés à Yang Hyun-suk, PDG du label YG Entertainment. Plus tard, Yang Hyun-suk lui demande de passer une audition mais il ne fut pas prit parce qu'il n'avait pas l'image d'un idol à cause de ses rondeurs. Six mois plus tard, après avoir perdu beaucoup de poids, il repasse une audition et signe un contrat avec le label.

### Carrière musicale et cinématographique
Choi Seung-hyun rejoint le label YG Entertainment, qui hésite alors sur le nom de scène à lui donner. Yang Hyun-suk suggère le nom Mark, comme son guitariste préféré, mais Se7en suggère le nom de T.O.P, finalement choisi pour être son nom de scène. Pendant sa période de stage, il est moins formé que les autres membres du groupe, ses techniques de rappeur étaient considérées comme « exceptionnelles ». Il doit en revanche beaucoup s’exercer à la danse, car il éprouve des difficultés à mémoriser les chorégraphies.

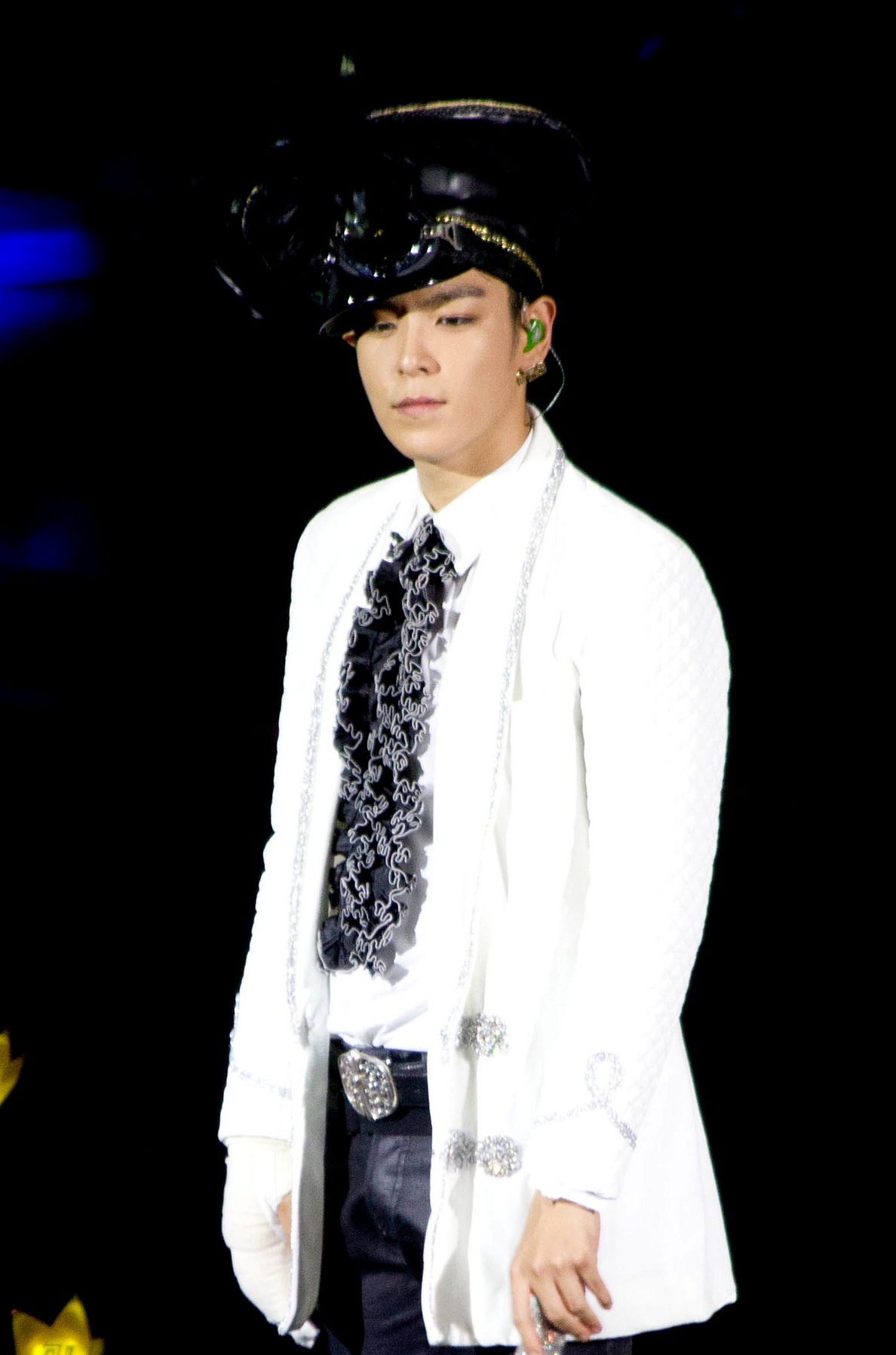
T.O.P. lors du Alive World Galaxy Tour en 2012.

Le 18 avril 2007, il sort le single Super Fly pour l'album Rush de la chanteuse Lexy avec qui il collabore accompagné de G-Dragon et Taeyang. Plus tard, il apparaît dans le clip de Red Roc, Hello, et devient le premier membre du groupe Big Bang à commencer une carrière d'acteur en jouant le rôle de Chae Mu-sin dans la série télévisée I Am Sam, basé sur le manga Kyōkasho ni Nai! de Kazuto Okada.

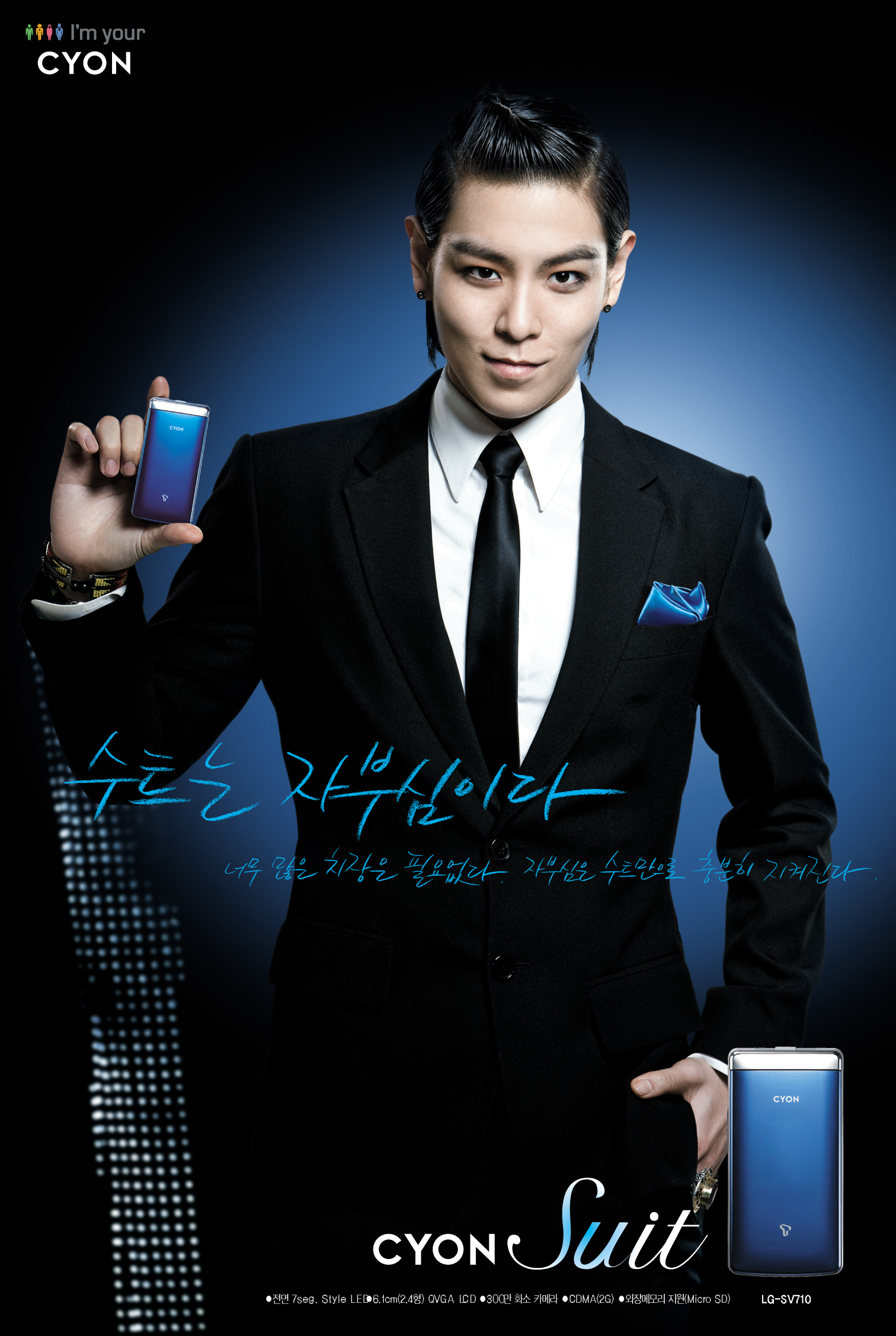
T.O.P. posant pour la marque LG en 2009.

En 2008, il collabore avec la chanteuse Gummy sur le single I'm Sorry pour son album Comfort et apparait dans le clip en compagnie de la chanteuse et de Dara. Il collabore ensuite avec Uhm Jung-hwa pour son single DISCO et Zi-A pour son single I Only See You. Cette même année, il est admis à l'université Dankook où il étudie le théâtre.
Choi Seung-hyun interprète en 2009 le rôle de Vick, un mystérieux assassin dans la série télévisée IRIS, basé sur le film Shiri. Il enregistre également la chanson Hallelujah pour la bande originale de la série avec G-Dragon et Taeyang. Ensuite, il apparaît dans le film nippo-coréen Nineteen dans le rôle de Seo Jeong-hun, un étudiant figurant parmi les trois personnes suspectées du meurtre d'une lycéenne.
En 2010, il joue le rôle de Oh Jang-Beom dans le film 71: Into the Fire, basé sur une histoire vraie, qui raconte l'histoire des 71 soldats sud-coréens qui ont été pour la plupart tués le 11 août 1950 au cours de la guerre de Corée. Pendant le tournage du film, il se blesse à l'œil gauche ; son médecin lui diagnostique une lésion oculaire et lui apprend que si son ecchymose avait été un peu plus profond, il serait devenu aveugle. Il remporte trois prix du « Meilleur nouvel acteur » lors des Max Movie Awards, des Blue Dragon Film Awards et des Baeksang Arts Awards et deux prix de popularité aux Blue Dragon Film Awards et aux Baeksang Arts Awards.
Au cours du concert Big Bang's Big Show, en janvier 2010, il sort son single Turn It Up. Le 21 juin 2010, le teaser vidéo du single a été vu plus de 200 000 fois en 48 heures sur YouTube. Le clip officiel est publié à midi et est visionné plus de 1 000 000 de fois et des milliers de commentaires sont publiés en quelques minutes. Il est le premier artiste coréen à avoir sortir sa chanson dans le monde entier sur iTunes. Le 29 octobre 2010, le label YG Entertainment annonce qu'il prépare un album en collaboration avec G-Dragon, GD & TOP. Le 15 décembre 2010, ils sortent les singles High High et Oh Yeah. L'album sort le 24 décembre 2010 et est classé numéro 1 dans le classement Gaon Chart.
En 2012, Choi Seung-hyun incarne le rôle de Ri Myung-hoon, un espion nord-coréen qui est chargé de tuer un assassin nord-coréen en Corée du Sud afin de sauver sa sœur cadette dans le film Commitment. Le tournage prend plus d'un an à se terminer à cause de ses obligations avec le groupe Big Bang et suite au changement de réalisateur. Pendant le tournage, il s'est blessé sur le dos de sa main lors d'une scène de combat avec un morceau de verre et subit une intervention chirurgicale faisant interrompre le tournage pendant quelques semaines. En dépit de sa blessure, il continue cependant sa tournée au sein du groupe Big Bang.
Le 8 août 2013, il est élu ambassadeur de la marque KakaoTalk avec la chanteuse philippine Sarah Geronimo,. En 2014, il tient le rôle du personnage principal, Ham Dae-gil dans le film Tazza 2: The Hidden Card, suite de Tazza: The High Rollers, basé sur le manhwa éponyme de Huh Young-man et Kim Se-yeong.

### Scandale et départ de Big Bang
En 2017, Choi Seung-hyun est condamné à 10 mois de prison avec sursis pour avoir consommé de la marijuana pendant son service militaire, un procès durant lequel il plaide coupable. Il doit ensuite finaliser son service militaire en tant que travailleur social, ne pouvant plus continuer auprès des forces de police comme il l'avait fait jusqu'ici. S'ensuit une longue « traversée du désert » professionnelle pour l'artiste, pendant laquelle il réduit considérablement sa participation au groupe Big Bang et ne donne plus aucune interview,.
En 2022, il collabore au titre Still Life du groupe et apparaît dans le clip de la chanson. La même année, il est sélectionné aux côtés de 7 autres célébrités par le milliardaire Yusaku Maezawa pour faire partie de l'équipage du Projet DearMoon (projet qui sera annulé en 2024).
En 2023, il annonce officiellement son départ de Big Bang,.

### Retour sur le devant de la scène
En 2024, après plusieurs années d'absence, il revient sur le devant de la scène avec une prestation remarquée dans la saison 2 de la série Squid Game sur Netflix, où il interprète le rôle de Thanos, un rappeur controversé, ruiné par la cryptomonnaie et consommateur de drogues,.
En janvier 2025, il annonce exclure toute possibilité de retour dans le groupe Big Bang, son sentiment de culpabilité persistant. Il annonce cependant prévoir un retour solo,.

## Filmographie

### Films
| Année | Titre                  | Rôle                          | Note(s)                                      |
| ----- | ---------------------- | ----------------------------- | -------------------------------------------- |
| 2008  | Story of Men           | Lui-même                      | Caméo                                        |
| 2009  | Nineteen               | Seo Jeong-hun                 | Rôle principal                               |
| 2010  | 71: Into the Fire      | Oh Jang-beom                  | Rôle principal                               |
| 2011  | Iris the Movie         | Vick                          | Adaptation en film de la série Iris au Japon |
| 2013  | Commitment             | Lee Myeong-hoon / Kang Dae-ho | Rôle principal                               |
| 2014  | Tazza: The Hidden Card | Ham Dae-gil                   | Rôle principal                               |
| 2016  | Out of Control         | Tom Young                     | Rôle principal                               |

### Dramas télévisés
| Année | Titre          | Rôle        | Chaîne  |
| ----- | -------------- | ----------- | ------- |
| 2007  | I Am Sam       | Chae Mu-sin | KBS2    |
| 2009  | Iris           | Vick        | KBS2    |
| 2010  | Haru           | T.O.P       |         |
| 2015  | Secret Message | Woo-hyun    | CJ E&M  |
| 2024  | Squid Game     | Thanos      | Netflix |
| 2025  | Squid Game     | Thanos      | Netflix |

### Émissions de variétés
| Année | Titre                   | Chaîne | Note(s)                                | Vidéo        |
| ----- | ----------------------- | ------ | -------------------------------------- | ------------ |
| 2009  | Family Outing           | SBS    | Invitée, épisodes 34 et 35             | [-]          |
| 2012  | Running Man             | SBS    | Invité avec BIGBANG, épisodes 84 et 85 | [-]          |
| 2013  | Running Man             | SBS    | Invité avec Kim Yoo-jung, épisode 170  | [-]          |
| 2015  | Running Man             | SBS    | Invité avec BIGBANG, épisode 250       | [-]          |
| 2015  | Yu Huiyeol's Sketchbook | KBS2   | Invité avec BIGBANG, épisode 276       | KBS World TV |
| 2015  | Happy Together          | KBS2   | Invité avec BIGBANG, épisode 398       | KBS World TV |

### Apparitions dans des clips vidéos
| Année | Chanson                        | Artiste(s)   |
| ----- | ------------------------------ | ------------ |
| 2007  | "Hello"                        | Red Roc      |
| 2008  | "I'm Sorry"                    | Gummy        |
| 2008  | "D.I.S.C.O"                    | Uhm Jung-hwa |
| 2011  | "I'm Sorry" (Japanese version) | Gummy        |

## Discographie

### Singles
| Année | Single                                     | Album promu   |
| ----- | ------------------------------------------ | ------------- |
| 2006  | Big Boy                                    | Bigbang Vol.1 |
| 2007  | Act Like Nothing's Wrong (feat. Kim Jieun) | Always        |
| 2010  | Turn It Up                                 |               |
| 2011  | Of All Days                                | GD & TOP      |
| 2011  | Oh Mom                                     | GD & TOP      |
| 2013  | Doom Dada                                  |               |

### Collaborations
| Année | Single                                                                     | Album promu                           |
| ----- | -------------------------------------------------------------------------- | ------------------------------------- |
| 2006  | Forever with You (feat. Park Bom et G-Dragon)                              | Bigbang Vol.1                         |
| 2006  | We Belong Together (feat. Park Bom, G-Dragon et Vxp)                       | Bigbang Vol.1                         |
| 2007  | Buckwild (feat. NBK Gray)                                                  |                                       |
| 2007  | Super Fly (feat. LEXY, G-Dragon et Taeyang)                                | Rush                                  |
| 2008  | I'm Sorry (feat. Gummy)                                                    | Comfort                               |
| 2008  | DISCO (feat. Uhm Jung-hwa)                                                 | D.I.S.C.O.                            |
| 2008  | All I See is You (feat. Zi-A)                                              | Road Movie                            |
| 2008  | Forever with You (feat. Park Bom)                                          | With U                                |
| 2010  | Digital Bounce (feat. Se7en)                                               | Digital Bounce                        |
| 2011  | Intro (feat. G-Dragon)                                                     | GD & TOP                              |
| 2011  | High High (feat. G-Dragon)                                                 | GD & TOP                              |
| 2011  | Oh Yeah (feat. Park Bom et G-Dragon)                                       | GD & TOP                              |
| 2011  | Don't Go Home (feat. G-Dragon)                                             | GD & TOP                              |
| 2011  | Baby Good Night (feat. G-Dragon)                                           | GD & TOP                              |
| 2011  | Knock Out (feat. G-Dragon)                                                 | GD & TOP                              |
| 2012  | Dancing On My Own (feat. Pixie Lott et G-Dragon)                           | Young Foolish Happy (Édition Deluxe)  |
| 2013  | Bubble Butt (feat. Major Lazer feat. Bruno Mars, G-Dragon, Tyga et Mystic) | Free the Universe (Édition asiatique) |
| 2015  | Zutter (feat. G-Dragon)                                                    | Made                                  |

### Musiques de films et de séries télévisées
| Date | Titre              | Titre original      | Chansons                               |
| ---- | ------------------ | ------------------- | -------------------------------------- |
| 2007 | Friend, Our Legend | 친구, 우리들의 전설 | Friend (feat. Taeyang)                 |
| 2009 | Iris               | 아이리스            | Hallelujah (feat. G-Dragon et Taeyang) |
| 2010 | Nineteen           | 나의 19세           | Because (feat. Seungri)                |

## Distinctions
Cette section récapitule les principales récompenses et nominations obtenues par T.O.P (Choi Seung-hyung). Pour une liste plus complète, se référer à l'Internet Movie Database.
| Année | Cérémonie                                   | Pays                       | Résultat | Prix                                     | Film ou série télévisée |
| ----- | ------------------------------------------- | -------------------------- | -------- | ---------------------------------------- | ----------------------- |
| 2010  | 47e Grand Bell Awards                       | Drapeau de la Corée du Sud | Remporté | Prix de popularité de l'hallyu           | 71: Into the Fire       |
| 2010  | 47e Grand Bell Awards                       | Drapeau de la Corée du Sud | Proposé  | Meilleur nouveau acteur                  | 71: Into the Fire       |
| 2010  | 8e Korean Film Awards                       | Drapeau de la Corée du Sud | Proposé  | Meilleur nouveau acteur                  | 71: Into the Fire       |
| 2010  | Style Icon Awards                           | Drapeau de la Corée du Sud | Remporté | Nouveau icône (Film)                     | 71: Into the Fire       |
| 2010  | 31e Blue Dragon Film Awards                 | Drapeau de la Corée du Sud | Remporté | Meilleur nouveau acteur                  | 71: Into the Fire       |
| 2010  | 31e Blue Dragon Film Awards                 | Drapeau de la Corée du Sud | Remporté | Prix de popularité                       | 71: Into the Fire       |
| 2010  | Max Movie Award                             | Drapeau de la Corée du Sud | Remporté | Meilleur nouveau acteur                  | 71: Into the Fire       |
| 2010  | 5e Asian Film Awards                        | Drapeau de Hong Kong       | Proposé  | Meilleur nouveau acteur                  | 71: Into the Fire       |
| 2011  | 47e Baeksang Arts Awards                    | Drapeau de la Corée du Sud | Remporté | Meilleur nouveau acteur                  | 71: Into the Fire       |
| 2011  | 47e Baeksang Arts Awards                    | Drapeau de la Corée du Sud | Remporté | Prix de popularité                       | 71: Into the Fire       |
| 2013  | 17e Festival international du film de Busan | Drapeau de la Corée du Sud | Remporté | Prix de la recrue                        | Commitment              |
| 2014  | 50e Baeksang Arts Awards                    | Drapeau de la Corée du Sud | Proposé  | Prix de popularité                       | Commitment              |
| 2014  | 6e Singapore Entertainment Awards           | Drapeau de Singapour       | Proposé  | Le clip vidéo de k-pop le plus populaire | Doom Dada               |
| 2015  | 2e Prudential Eye Awards                    | Drapeau de Singapour       | Remporté | Prix de la culture visuelle              |                         |

- Pour 71: Into the Fire, il a eu 3 propositions de récompenses et en a remporté 7.
- Pour Commitment, il a eu 1 proposition de récompenses et en a remporté 1.